# قاعدة الملك فهد الجوية
قاعدة الملك فهد الجوية هي قاعدة جوية سعودية تابعة للقوات الجوية الملكية السعودية، وتقع في محافظة الطائف إذ تشترك في بعض المنشآت كالمدارج مع مطار الطائف الدولي. وتبعد القاعدة عن مدينة الطائف حوالي 30 كم، باتجاه الشرق، كما تبعد عن مكة المكرمة 70 كم مما يعطيها أهمية إستراتيجية خاصة عند الدفاع عن مدينتي مكة المكرمة والمدينة المنورة واللتان تحويان الحرمين الشريفين.

## الأسراب
القاعدة هي مقر الجناح الثاني والذي يتكون من:
السرب الثالث: يحتوي على طائرات تايفون.
السرب الخامس: يحتوي على طائرات إف-15 سي، إف-15 دي.
السرب العاشر: يحتوي على طائرات تايفون.
السرب الرابع عشر: يحتوي على مروحيات بيل 212، بيل 412.
السرب الثمانون: يحتوي على طائرات تايفون.
السرب الرابع والثلاثون: يحتوي على طائرات إف-15 سي، إف-15 دي.

## مناورات العلم الأخضر
مناورات العلم الأخضر أو (بالإنجليزية: Green Flag Maneuvers) هي مناورات عسكرية جوية مشتركة تقام بين كل من السعودية وبريطانيا وبدأت منذ عام 2010. وتسعى القوات السعودية الجوية من خلال المهام والتكتيكات المطبقة في التمرين لاختبار جاهزيتها وقدراتها القتالية لمواجهة مختلف الظروف. وقد احتضنت القاعدة هذه المناورات عام 2018.